# Ryan Yates
Ryan Yates (Nottingham, 28 gennaio 1997) è un calciatore inglese, centrocampista del Nottingham Forest.

## Carriera
Cresciuto nel settore giovanile del Nottingham Forest, dal 2016 al 2018 gioca in prestito nelle serie inferiori del calcio inglese con le maglie di Barrow, Shrewsbury Town, Notts County e Scunthorpe Utd. A partire dalla stagione 2018-2019 viene confermato dal Nottingham, con cui debutta il 14 agosto 2018 in occasione dell'incontro di FA Cup vinto ai rigori contro il Bury.

## Statistiche

### Presenze e reti nei club
Statistiche aggiornate al 22 maggio 2024.
| Stagione                 | Squadra                  | Campionato               | Campionato | Campionato | Coppe nazionali | Coppe nazionali | Coppe nazionali | Coppe continentali | Coppe continentali | Coppe continentali | Altre coppe | Altre coppe | Altre coppe | Totale | Totale | Totale |
| Stagione                 | Squadra                  | Comp                     | Pres       | Reti       | Comp            | Pres            | Reti            | Comp               | Pres               | Reti               | Comp        | Pres        | Reti        | Pres   | Reti   |        |
| ------------------------ | ------------------------ | ------------------------ | ---------- | ---------- | --------------- | --------------- | --------------- | ------------------ | ------------------ | ------------------ | ----------- | ----------- | ----------- | ------ | ------ | ------ |
| 2016-nov. 2017           | Barrow                   | NAT                      | 16         | 1          | FACup           | 4               | 1               | -                  | -                  | -                  | FA Trophy   | 1           | 0           | 21     | 2      |        |
| gen.-giu. 2017           | Shrewsbury Town          | FL1                      | 12         | 0          | FACup+CdL       | 0+0             | 0+0             | -                  | -                  | -                  | EFL Trophy  | 0           | 0           | 12     | 0      |        |
| 2017-gen. 2018           | Notts County             | FL2                      | 25         | 3          | FACup+CdL       | 3+1             | 2+1             | -                  | -                  | -                  | EFL Trophy  | 0           | 0           | 29     | 6      |        |
| gen.-giu. 2018           | Scunthorpe Utd           | FL1                      | 18         | 2          | FACup+CdL       | 0+0             | 0+0             | -                  | -                  | -                  | EFL Trophy  | 0           | 0           | 18     | 2      |        |
| 2018-2019                | Nottingham Forest        | FLC                      | 16         | 1          | FACup+CdL       | 0+1             | 0+0             | -                  | -                  | -                  | -           | -           | -           | 17     | 1      |        |
| 2019-2020                | Nottingham Forest        | FLC                      | 27         | 3          | FACup+CdL       | 1+0             | 0+0             | -                  | -                  | -                  | -           | -           | -           | 28     | 3      |        |
| 2020-2021                | Nottingham Forest        | FLC                      | 34         | 2          | FACup+CdL       | 1+1             | 0+0             | -                  | -                  | -                  | -           | -           | -           | 36     | 2      |        |
| 2021-2022                | Nottingham Forest        | FLC                      | 43+3       | 8          | FACup+CdL       | 4+1             | 1+0             | -                  | -                  | -                  | -           | -           | -           | 51     | 9      |        |
| 2022-2023                | Nottingham Forest        | PL                       | 26         | 0          | FACup+CdL       | 1+4             | 1+1             | -                  | -                  | -                  | -           | -           | -           | 31     | 2      |        |
| 2023-2024                | Nottingham Forest        | PL                       | 35         | 1          | FACup+CdL       | 4+1             | 0+0             | -                  | -                  | -                  | -           | -           | -           | 40     | 1      |        |
| Totale Nottingham Forest | Totale Nottingham Forest | Totale Nottingham Forest | 181+3      | 15         |                 | 19              | 3               |                    | -                  | -                  |             | -           | -           | 203    | 18     |        |
| Totale carriera          | Totale carriera          | Totale carriera          | 255        | 21         |                 | 27              | 7               |                    | -                  | -                  |             | 1           | 0           | 283    | 28     |        |